# غبرستان حیوانات خانگی (فیلم ۱۹۸۹)
غبرستان حیوانات خانگی‏ (انگلیسی: Pet Sematary) فیلمی آمریکایی در ژانر ترسناک به کارگردانی ماری لمبرت است که در سال ۱۹۸۹ منتشر شد. فیلم‌نامه این فیلم توسط استیون کینگ بر اساس رمانی به همین نام محصول سال ۱۹۸۳ به رشته تحریر درآمده است. از بازیگران آن می‌توان به دیل میدکیف، دنیس کرازبی، میکو هیوز، فرد وین، برد گرین‌کوئیست و استیون کینگ اشاره کرد.
دنبالهٔ این فیلم تحت عنوان غبرستان حیوانات خانگی ۲ در سال ۱۹۹۲ منتشر شد و با موفقیت کمتری نسبت به فیلم اول مواجه شد. دومین اقتباس سینمایی نیز به همین نام در سال ۲۰۱۹ به نمایش درآمد.

## املا نام
واژه cemetery در زبان انگلیسی به معنای «قبرستان» است؛ اما استیفن کینگ به عنوان یک اسم خاص از املای متفاوت Sematary بهره جسته‌است. به همین سبب، در ترجمه فارسی هم از واژه خاص «غبرستان» به جای «قبرستان» استفاده شده‌است.